# Bellmunt del Priorat
Bellmunt del Priorat est une commune de la province de Tarragone, en Catalogne, en Espagne, de la comarque de Priorat.